# Simon de Vlodrop

Simon de Vlodrop is een uit de Zuidelijke Nederlanden afkomstig geslacht waarvan leden vanaf 1823 tot de Nederlandse adel behoren en dat in 1847 uitstierf.

## Geschiedenis
De stamreeks begint met Jean Simon, heer van Clairpuis (†1633) die omstreeks 1580 werd geboren en griffier van de Rekenkamer te Rijsel was. Bij Koninklijk Besluit van 20 januari 1823 werd Willem Jacobus Josephus Simon de Vlodrop (1746-1825) erkend te behoren tot de Nederlandse adel; zijn zoon werd in 1842 benoemd in de ridderschap van het hertogdom Limburg, abusievelijk met de titel van baron. Met die laatste stierf het geslacht in 1847 uit.

## Enkele telgen
- Mr. Josephus Ignatius Simon (†1721), raad en president Gelderse Rekenkamer te Roermond; trouwde in 1674 met Anna Catharina Bordels, vrouwe in Vlodrop (door erfenis) (1655-1713)
  - Carlous Franciscus Antonius Simon (1683-1742), kapitein
    - Benedictus Carolus Josephus Simon de Vlodrop, heer in Vlodrop (1722-1800), scholtis
      - Jhr. Willem Jacobus Josephus Simon de Vlodrop (1746-1825), advocaat, lid ridderschap van Limburg
        - Jhr. Carolus Benedictus Josephus Simon de Vlodrop (1781-1847), schepen van Roermond, lid provinciale staten en ridderschap van Limburg